# Claudia Mehnert

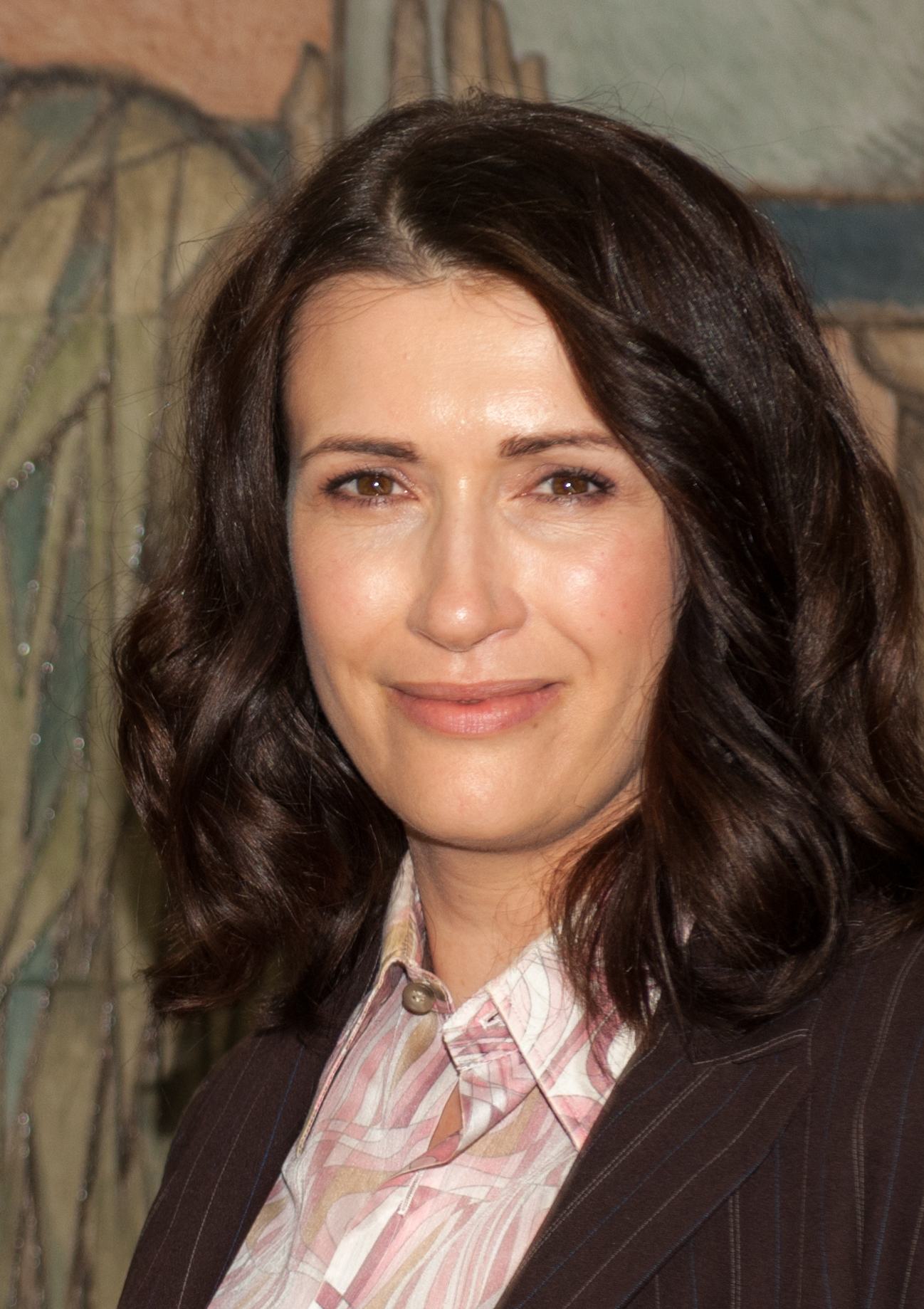
Claudia Mehnert 2017 am Filmset zu Weissensee

Claudia Mehnert (* 5. August 1972 in Rochlitz) ist eine deutsche Schauspielerin.

## Leben
Claudia Mehnert wuchs in Erfurt auf. Sie wirkt seit Mitte der 1990er Jahre in über 60 Kino- und Fernsehproduktionen mit. Darunter nicht nur zahlreiche Krimiformate und Fernsehspiele. Ihre Ausbildung absolvierte sie ab 2001 in verschiedenen Kursen und Workshops.
Bekannt wurde sie unter anderem mit ihrer Rolle als Bürgerrechtlerin Nicole Henning, die sie über bislang 3 Staffeln der mehrfach preisgekrönten Erfolgsserie Weissensee verkörperte. Der vom RBB produzierte und 2018 ausgestrahlte Film Alles Isy, in dem Claudia Mehnert eine der von der Kritik (u. a. FAZ) gelobten Hauptrollen verkörpert, war 2019 für den Grimme-Preis nominiert.
Claudia Mehnert arbeitete und arbeitet mit namhaften Coaches wie Susan Batson, István Szabó und Michael Margotta. Seit 2005 ist sie aktives Mitglied des The Actors Center in Rom unter Leitung von Michael Margotta. Des Weiteren arbeitet sie bis dato mit Sigrid Andersson in Berlin. 2008/2009 belegte Claudia Mehnert die Masterclass für Autoren an der Hamburger Filmschule, die sie erfolgreich beendete.
2007 erhielt sie für den Kinofilm Große Lügen!, unter besonderer Erwähnung der Jury, den Max Ophüls Preis der deutsch-französischen Schülerjury im Auftrag der Bundeszentrale und der Saarländischen Landeszentrale für politische Bildung 2007 für ihre Rolle als Undine. 2008 war sie für den Adolf-Grimme-Preis im Wettbewerb Fiktion mit Sperling und die kalte Angst nominiert. Für Weissensee erhielt sie 2014 den Deutschen Schauspielerpreis in der Kategorie Bestes Ensemble.
Claudia Mehnert lebt in Friedrich-Wilhelm-Stadt in Berlin-Mitte.

## Filmografie (Auswahl)
- 1998: Angel Express (Kino)
- 1999: Der Voyeur (Fernsehfilm)
- 2000: 8 Grad Celsius (Kino)
- 2002: Das Haus der Schwestern (Fernsehfilm)
- 2002: Herz oder Knete (Fernsehfilm)
- 2002: Zimmer der Angst (Fernsehfilm)
- 2004: Balko – Rosen pflastern seinen Weg (Fernsehserie)
- 2004: Küstenwache – Gegen die Zeit (Fernsehserie)
- 2004: Alarm für Cobra 11 – Die Autobahnpolizei (Fernsehserie)
- 2005: Abschnitt 40 – Rotlicht (Fernsehserie)
- 2005: Der Clown (Kino)
- 2005: Der Dicke – Gemischte Gefühle (Fernsehserie)
- 2005: SK Kölsch – Schnitzeljagd (Fernsehserie)
- 2006: Charlotte Link: Die Täuschung (Fernsehfilm)
- 2006: Commissario Laurenti – Gib jedem seinen eigenen Tod (Fernsehserie)
- 2007: Große Lügen! (Kino 2. Hauptrolle)
- 2007: Sperling – Sperling und die kalte Angst (Fernsehreihe)
- 2007: Der Erlkönig (Fernsehfilm)
- 2007: Was heißt hier Oma! (Fernsehfilm)
- 2007: Zodiak – Der Horoskop-Mörder (TV-Miniserie)
- 2008: Nachtschicht – Ich habe Angst (Fernsehreihe)
- 2008: Der Alte – Tot und vergessen (Fernsehreihe)
- 2009: Wilsberg – Doktorspiele (Fernsehreihe)
- 2009: SOKO Stuttgart – Feuertaufe (Fernsehserie)
- 2011: Der Kriminalist – Grüße von Johnny Silver (Fernsehserie)
- 2011: Freilaufende Männer (Fernsehfilm)
- 2011: SOKO Leipzig – Junggesellinnenabschied (Fernsehserie)
- 2011: Countdown – Die Jagd beginnt – Rache (Fernsehserie)
- 2011: SOKO Wismar – Das Phantom (Fernsehserie)
- 2011: Morden im Norden – Duft des Todes (Fernsehserie)
- 2011: Das andere Ich (Trailer 3Sat)
- 2012: 2 für alle Fälle – Manche mögen Mord (Fernsehreihe)
- 2012: Der Lehrer – Jonas (Fernsehserie)
- 2012, 2020: Großstadtrevier – Monster, Der große Tanz (Fernsehserie)
- 2012: Schlaflos in Schwabing (Fernsehfilm)
- 2012: SOKO 5113 – Ein perfekter Plan (Fernsehserie)
- 2013: Robin Hood und ich (Fernsehfilm)
- 2013–2018: Weissensee (Fernsehserie, 17 Folgen)
- 2014–2015: In aller Freundschaft (Fernsehserie)
- 2014: Dr. Klein – Schluss mit lustig (Fernsehserie)
- 2014: Ein Fall von Liebe – Freunde (Fernsehserie)
- 2014: Der Lehrer – Ich bin dann mal weg (Fernsehserie)
- 2014: SOKO Stuttgart – Drahtzieher (Fernsehserie)
- 2015: Der Lehrer – Deine DNS, Dein Job (Fernsehserie)
- 2015: Aus der Haut (Fernsehfilm)
- 2015: Platonow (Fernsehfilm / Theater 3Sat)
- 2016: Heldt – Bochum Gangsta (Fernsehserie)
- 2016: Letzte Spur Berlin – Wespennest (Fernsehserie)
- 2015: Kreuzfahrt ins Glück – Hochzeitsreise in die Türkei (Fernsehserie)
- 2016: Ein Fall von Liebe – Freunde (Fernsehreihe)
- 2017, 2025: SOKO Leipzig – Der kleine Zeuge, Schwarz ist alle Farben (Fernsehserie)
- 2017: SOKO Stuttgart – Goldene Hände (Fernsehserie)
- 2018: Alles Isy (Fernsehfilm)
- 2018: SOKO Köln – Tod des Feminismus (Fernsehserie)
- 2019: Morden im Norden – Falsche Dosis (Fernsehserie)
- 2020: Großstadtrevier – Der große Tanz (Fernsehserie)
- 2020: Die Drei von der Müllabfuhr – Mission Zukunft (Fernsehreihe)
- 2021: Capelli Code (Fernsehserie, 11 Folgen)
- 2022: Wilsberg – Schmeckt nach Mord (Fernsehreihe)
- 2023: Wilsberg – Folge mir (Fernsehreihe)
- 2024: Theresa Wolff – Lost (Fernsehreihe)